# Ghazi Kanaan
Ghazi Kanaan (arabisch غازي كنعان Ghāzī Kanaʿān; * 1942; † 12. Oktober 2005 in Damaskus) war ein syrischer Politiker und General.

## Leben
Ghazi Kanaan wurde in einem kleinen Gebirgsdorf geboren und trat ins Militär ein. Nach einer Ausbildung an der Militärakademie in Homs stieg er rasch auf und wurde Sicherheitschef der Stadt. Während des Libanesischen Bürgerkriegs wurde Kanaan zum syrischen Geheimdienstchef im Libanon ernannt und spielte in der Politik des Landes als Vertreter Assads eine einflussreiche Rolle.
Von Oktober 2004 bis zu seinem Tod war er Innenminister seines Landes. Zuvor war er von 1982 bis 2002 Chef der im Libanon operierenden Teile des syrischen Geheimdienstes, die er auch als Minister bis zum syrischen Abzug aus dem Libanon im April 2005 befehligte.
Gerüchten zufolge war er in das Attentat auf den Fahrzeugkonvoi des ehemaligen libanesischen Regierungschefs Rafiq al-Hariri am 14. Februar 2005 in Beirut verwickelt, was Kanaan aber mehrfach bestritt. Dieser Anschlag und die nachfolgenden Proteste in der Bevölkerung führten zu einem von den USA geforderten Rückzug syrischer Truppen aus dem Libanon. Seit dem Anschlag waren unter anderem die Auslandskonten von Ghazi Kanaan eingefroren. Zu dem Anschlag ermittelte der deutsche UNO-Ermittler Detlev Mehlis, der unter anderem Kanaan als Zeuge vernahm. Die Ergebnisse von Mehlis' Ermittlungen wurden Ende Oktober 2005 an UN-Generalsekretär Kofi Annan übergeben.
Kanaan wurde am 12. Oktober 2005 in seinem Büro in Damaskus tot aufgefunden. Die Untersuchung des Oberstaatsanwaltes Muhammad al-Luaji ergab nach eintägiger Untersuchung einen Selbstmord mit seiner eigenen Dienstwaffe. Der Tod Kanaans rief in Syrien großen Unmut hervor. In seinem Heimatort kam es zu Demonstrationen für eine transparente Untersuchung seines Todes. In der syrischen Gesellschaft kursierten Gerüchte er sei als Sündenbock für den Mord an Hariri und für seine Kritik an der Führung ermordet worden. Kenner der herrschenden Klasse vertraten auch die Meinung er sei tatsächlich am Niedergang seines Lebenswerks im Libanon zerbrochen und habe Selbstmord begangen.
Kanaan war verheiratet und hatte vier Söhne und zwei Töchter. Zwei seiner Söhne studierten an der George Washington University in Washington, D.C. Sein Sohn Yarob ist mit der Tochter von Dschamil al-Assad, einem Bruder des verstorbenen syrischen Präsidenten Hafiz al-Assad, verheiratet.